# Testa dell'Acqua
Testa dell'Acqua (Testa di l'Acqua in siciliano) è una frazione di Noto, comune italiano del libero consorzio comunale di Siracusa in Sicilia.
Località frequentata sin da epoche antiche, deve il suo nome alla fonte che alimentava l'acquedotto di Noto prima del terremoto del 1693. Oggi è un piccolo borgo con la Chiesa di Sant'Isidoro e l'antistante omonima piazza, con la via centrale abbellita da costruzioni liberty che ne fanno da cornice, la storica fontana ormai abbandonata seppur restaurata con i fondi Europei pochi anni fa dove si abbeveravano gli armenti e le donne facevano il bucato. 
È località di villeggiatura estiva per il suo clima mite nei caldi mesi estivi siciliani, non distante dal barocco di Noto e dalle mete turistiche del Val di Noto.
Patrono della frazione è Sant'Isidoro Agricola, che si festeggia la seconda domenica di settembre. Nelle vicinanze il sito archeologico preistorico di Castelluccio.
Dopo vari scavi Paolo Orsi (nel 1914 anche con il professor Rosario Carta) vi ritrovò resti di abitati bizantini, cave e la necropoli di Nolio-Carozzo.
Non lontano dal borgo rurale di Testa dell’Acqua, nel territorio di Noto, si trova la contrada Oliva, una delle zone più panoramiche dell’agro netino. Al diciottesimo chilometro della vecchia strada Palazzolo-Noto, che attraversa questa contrada, sorge una costruzione imponente e caratteristica nota come castello Oliva . L’edificio presenta un aspetto architettonico che richiama i canoni dei castelli medievali. 
Il castello fu di proprietà del Barone Antonino Di Lorenzo, esponente della famiglia Di Lorenzo, una delle più antiche e influenti casate nobiliari di Noto. 
I Di Lorenzo, titolari di numerosi feudi tra cui quello del Castelluccio , che li rese marchesi, hanno avuto un ruolo di rilievo nella storia sociale ed economica della città, contribuendo anche alla ricostruzione di Noto dopo il terremoto del 1693. 
La famiglia fu proprietaria anche del Palazzo Di Lorenzo del Castelluccio, una delle più importanti residenze nobiliari di Noto, edificata nel 1782 e celebre per la sua architettura neoclassica e per aver ospitato generazioni della famiglia fino al XX secolo.
Testa dell'Acqua è una delle location utilizzate nella serie televisiva americana The White Lotus (seconda stagione) . Il Barone Antonino Di Lorenzo è citato nel docufilm "Poco Noto - Lettere dal Palazzo" .